# لوسیانا آیمار
لوسیانا آیمار (اسپانیایی: Luciana Aymar‎؛ زادهٔ ۱۰ اوت ۱۹۷۷) بازیکن هاکی روی چمن اهل آرژانتین است.